# Alina Korta

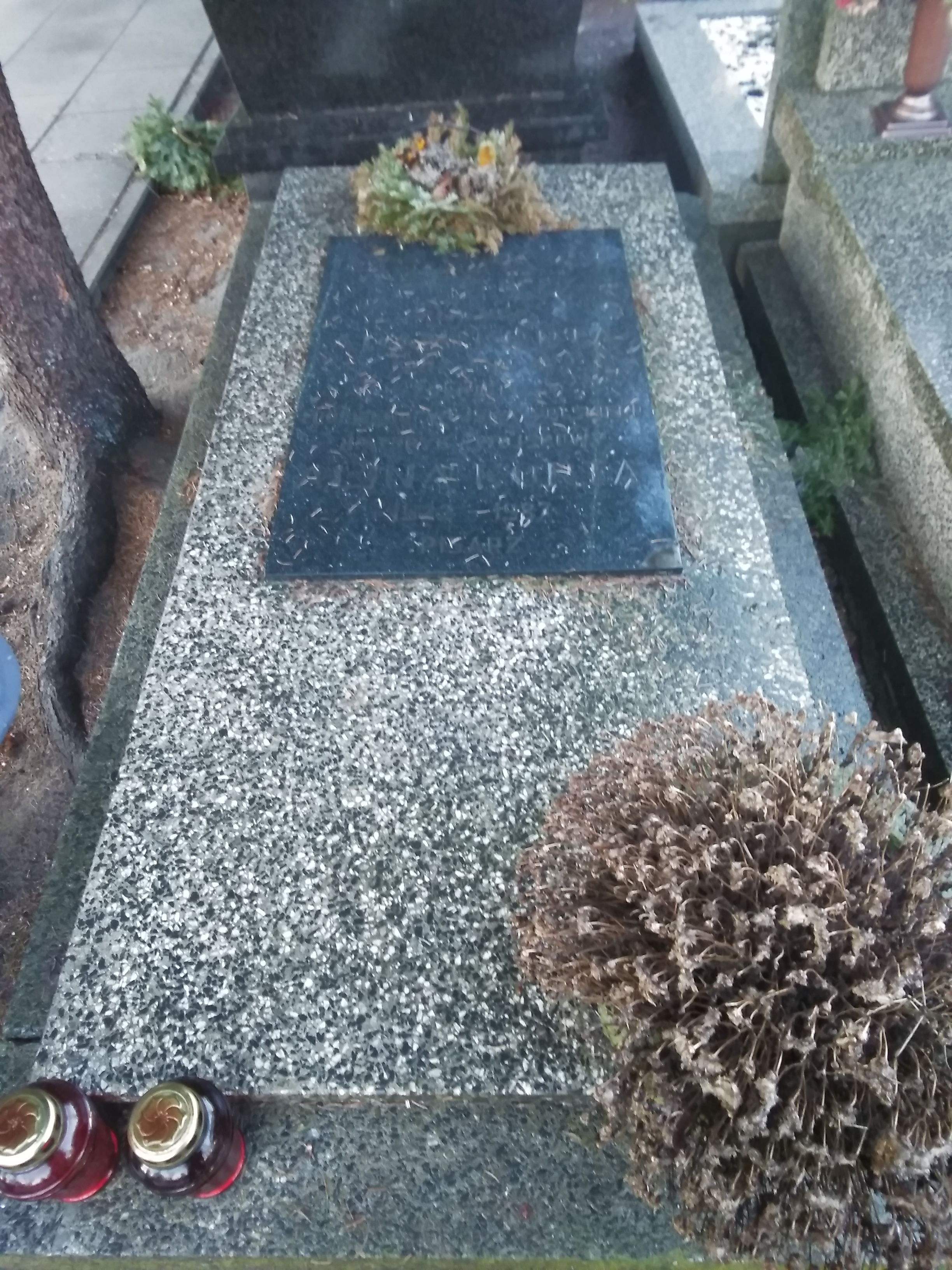
Grób Aliny Korty na Cmentarzu Wojskowym na Powązkach

Alina Korta (ur. w 1922 w Bielsku, zm. w 1987) – polska pisarka i scenarzystka, autorka tekstów piosenek.
Studiowała w Instytucie Sztuk Plastycznych w Krakowie. W latach 1954–1955 pracowała w wydawnictwie „Nasza Księgarnia”, od 1956 do 1977 w Redakcji Programów dla Dzieci i Młodzieży TVP. W 1960 została uhonorowana nagrodą Przewodniczącego Komitetu ds. Radia i Telewizji za całokształt twórczości. Jest pochowana na Cmentarzu Wojskowym na Powązkach (kwatera B2-7-1).

## Książki
- Powrót ptaków (opowiadania) – 1966
- Powicher (opowiadania) – 1968
- Gniewko syn rybaka (powieść dla młodzieży) – 1973, 1974, 1978, 1983
- Jak połknęłam żabę (powieść dla młodzieży) – 1977, 1985

## Scenariusze filmowe
- Gniewko, syn rybaka (serial) – 1969 (wspólnie z Tadeuszem Nowakiem)
- Znak orła (serial) – 1977 (wspólnie z Bohdanem Porębą i Hubertem Drapellą)
- Pogrzeb świerszcza – 1978